# 苏珊娜·西马德
蘇珊娜·西馬德（英語：Suzanne Simard，1960年—）是一名加拿大科學家，現任英屬哥倫比亞大學森林與保育科學系教授。她在英屬哥倫比亞省莫納希山脈長大，於俄勒岡州立大學獲得森林科學博士學位。在英屬哥倫比亞大學任教之前，西馬德曾在英屬哥倫比亞省森林部擔任研究科學家。
西馬德最為人所知的是她對以真菌和根為特徵的森林地下網絡的研究。她研究這些真菌和根系如何促進生態系中樹木和植物之間的交流和互動。樹木和植物之間的交流包括碳、水、養分和防禦訊號的交換。西馬德也是TerreWEB計畫的負責人，該計畫旨在對研究生和博士後進行全球變遷科學及其傳播方面的培訓。
西馬德在野外和溫室實驗中使用稀有的碳同位素作為示蹤劑，測量碳在樹木個體和物種之間的流動和共享，例如她發現樺樹和花旗松可以共享碳。當樺樹落葉時，樺樹會從花旗松那裡獲得額外的碳，而樺樹也會向樹蔭下的花旗松提供碳。